# Rotabuggy
Rotabuggy — лёгкий автомобиль с установленным ротором автожира. Целью создания такой комбинации автомобиля и автожира было воздушное десантирование джипа с транспортных самолётов. Проект разрабатывался в Великобритании вплоть до закрытия в 1944 году.
Первый Rotabuggy представлял собой армейский джип Willys MB, с установленными стёклами, стойками с двухлопастным ротором, фанерной кабиной и фанерным хвостовым обтекателем.
Последний полет был совершен в сентябре 1944 года. В ходе этого полета Rotabuggy, отцепленный от буксирного самолета- бомбардировщика Whitley, совершил полет продолжительностью 10 минут со скоростью 105 км/ч на высоте 121 метр.

## Внешние ссылки
- Hafner Rotabuggy: джип с пропеллером сбрасывался с бомбардировщика
- Вертолёт Hafner "Rotabuggy" - история разработки, фотографии, чертежи, технические данные
- Roadable Aircraft - Hafner Rotabuggy Flying Jeep  (англ.)